# Ptolemaj VI. Filometor
Ptolemaj VI. Filometor (grško starogrško Πτολεμαῖος Φιλομήτωρ, Ptolemaĩos Philomḗtōr, Ptolemaj, ki ljubi svojo mater) je bil od leta 180 pr. n. št. do 145 pr. n. št. faraon Starega Egipta, * okoli 186 pr. n. št., † 145 pr. n. št.

## Življenjepis
Ptolemaj VI. je  prestol nasledil leta  180 pr. n. š., ko je bil star komaj šest let. Do smrti matere Kleopatre I. leta 176 pr. n. št. je vladal skupaj z njo. Od tod tudi njegov vzdevek Filometor – tisti, ki ljubi svojo mater. Leta 173 pr. n. št. se je poročil s svojo sestro Kleopatro II. Takšne poroke  niso bile v Starem Egiptu nič posebnega. Z njo je imel štiri otroke: Ptolemaja Evpatorja, Ptolemaja Neosa, Kleopatro Teo in Kleopatro III. in morda Bereniko.
Po izbruhu šeste sirijske vojne leta 170 pr. n. št. sta sovladarja postala Ptolemaj VIII. in Kleopatra II.  Selevkidski kralj Antioh IV. Epifan, ki se je s Ptolemajem VII. vojskoval za oblast v Siriji, je leta 169 pr. n. št. napadel  Egipt, kar je povzročilo nemire in nato zahtevo, da Ptolemaj VIII. in Kleopatra II. odstopita. Sledilo je obdobje sprave, ponoven napad na Egipt leta 168 pr. n. št. pa je sprožil nove nemire.
Leta 164 pr. n. št. je Ptolemaja VI. vrgel s prestola njegov brat, zato se je odpravil po pomoč v Rim. Rimljani so egipčansko ozemlje razdelili med Ptolemaja VI., ki je dobil Egipt in Ciper, in Ptolemaja VIII. Evergeta, ki je dobil Cirenajko.
Okoli leta 150 pr. n. št. je priznal selevkidskega kralja Aleksandra Balasa in z njim poročil svojo hčerko Kleopatro Teo. Poroka je potekala v ptolemajski Akri v sedanjem Izraelu.  Leta 145 pr. n. št. je medtem, ko je Aleksander Balas zatiral upor v Kilikiji, napadel Sirijo. Aleksandrov vazal Jonatan Makabejec mu je omogočil prehod skozi Judejo in Ptolemaj je osvojil Pierijsko Selevkijo. Hčerko Kleopatro Teo je poročil z Aleksandrovim rivalom Demetrijem II. Nikatorjem in odšel v Antiohijo, kjer je samega sebe okronal za kralja Azije. Porazil je Aleksandra, ki se je vračal iz Kilikije, in ga prisilil na beg v Arabijo, kjer so ga ubili. Egipt in Sirija sta bili od smrti Aleksandra Velikega prvič ponovno združeni v eno državo. Ptolemaj VI. je tri dni kasneje v neznanih okoliščinah umrl.

## Galerija
- Stela Ptolemaja VI. v Filah
- Grška tetradrahma  Ptolemaja VI.
- Ptolemaj VI., relief v templju v Edfuju
- Vhod v tempelj boginje Mut v Karnaku z vklesanim imenom  Ptolemaja VI.
- Posvetilo  Ptolemaja VI. in Kleopatre II.